# Орци, Бела
Барон Бела Орци (венг. Orczy Béla; 16 января 1822, Пешт, Австрийская империя — 7 февраля 1917, Вена, Австро-Венгрия) — венгерский политический и государственный деятель.

## Биография
Представитель баронского рода Орци. Его прадед Лёринц Орци был известным венгерским поэтом.
Окончил Будапештский университет. Позже, там же получил докторскую степень в области гуманитарных наук, затем — доктора права. С 1846 году работал в комитате Пешта.
Участник революции 1848—1849 годов в Венгрии. В чине капитана Национальной гвардии принимал участие в нескольких сражениях на юге страны. Принимал участие в подавлении выступления сербов Воеводины. После поражения венгерского восстания, оставил политическую деятельность.
В 1865—1868 жил в Абони. Избирался депутатом парламента. Сторонник Ф. Деака в его борьбе за заключение австро-венгерского соглашения 1867 года. Член венгерской либеральной партии.
В 1879—1890 — министр иностранных дел Земли короны Святого Иштвана в составе Венгерского королевства.
В 1884 году стал министром гонведа Транслейтании (министром обороны венгерской части империи).
В 1886 году — министр общественных работ и транспорта.
В 1887—1889 годах — министр внутренних дел.
С 1895 по 1917 — министр юстиции Австро-Венгрии.